# Запис Ћирковића грм (Атеница)
Запис Ћирковића грм (Атеница) се налази на парцели чији је власник Ћирковић Драгош.

## Локација
| Општина             | Чачак                                                                       |
| Катастарска општина | Атеница                                                                     |
| Потес               | Поље                                                                        |
| Координате          | 43° 52′ 21″ С; 20° 23′ 12″ И / 43.872500000000002° С; 20.386700000000001° И |
| Надморска висина    | 237m                                                                        |

## Карактеристике
Дендрометријске вредности утврђене на терену и сателитским снимцима:
| Стабло                     | Храст |
| Висина стабла              | m     |
| Обим дебла                 | m     |
| Пречник крошње             | 24m   |
| Пречник дебла              | m     |
| Висина дебла до прве гране | m     |

## База записа
Запис је у оквиру Викимедија пројекта "Запис - Свето дрво" заведен под редним бројем 0609.